# El secreto de Tomy
El secreto de Tomy  es una película musical franco-española de 1963 dirigida por Antonio del Amo y protagonizada por Fabienne Dali, Joselito y Fernando Casanova.
Los decorados de la película fueron diseñados por Sigfrido Burmann.

## Argumento
Para llamar la atención de una jovencita, un muchacho finge ser atropellado por un auto.

## Reparto
- Fabienne Dali como Sylvia.
- Joselito como Tomy.
- Fernando Casanova
- Milagros Leal
- Carmen Bernardos
- Concha Goyanés
- Marie France
- Rafael Alonso
- Trini Alonso
- Roland Armontel como Fabien Margoz.
- Ángel de Andrés
- Paul Ellis
- Maribel Hidalgo
- Goyo Lebrero
- Alfredo Mayo
- Venancio Muro
- Salvador Soler Marí
- Adolfo Torrado
- Antonio Vela como Campeón.